# Nuevo Cine Venezolano
El Nuevo Cine Venezolano es un movimiento cinematográfico surgido a principios de los años 1970, consolidado a mediados de la década de 1980, y que buscó renovar la cinematografía del país mediante la exploración de nuevas narrativas, temáticas y estilos visuales. Este movimiento fue clave en la consolidación de una identidad fílmica nacional y en la internacionalización del cine venezolano. Como tendencia estética, el Nuevo Cine Venezolano surge durante la llamada Época de Oro del cine venezolano.

## Contexto histórico

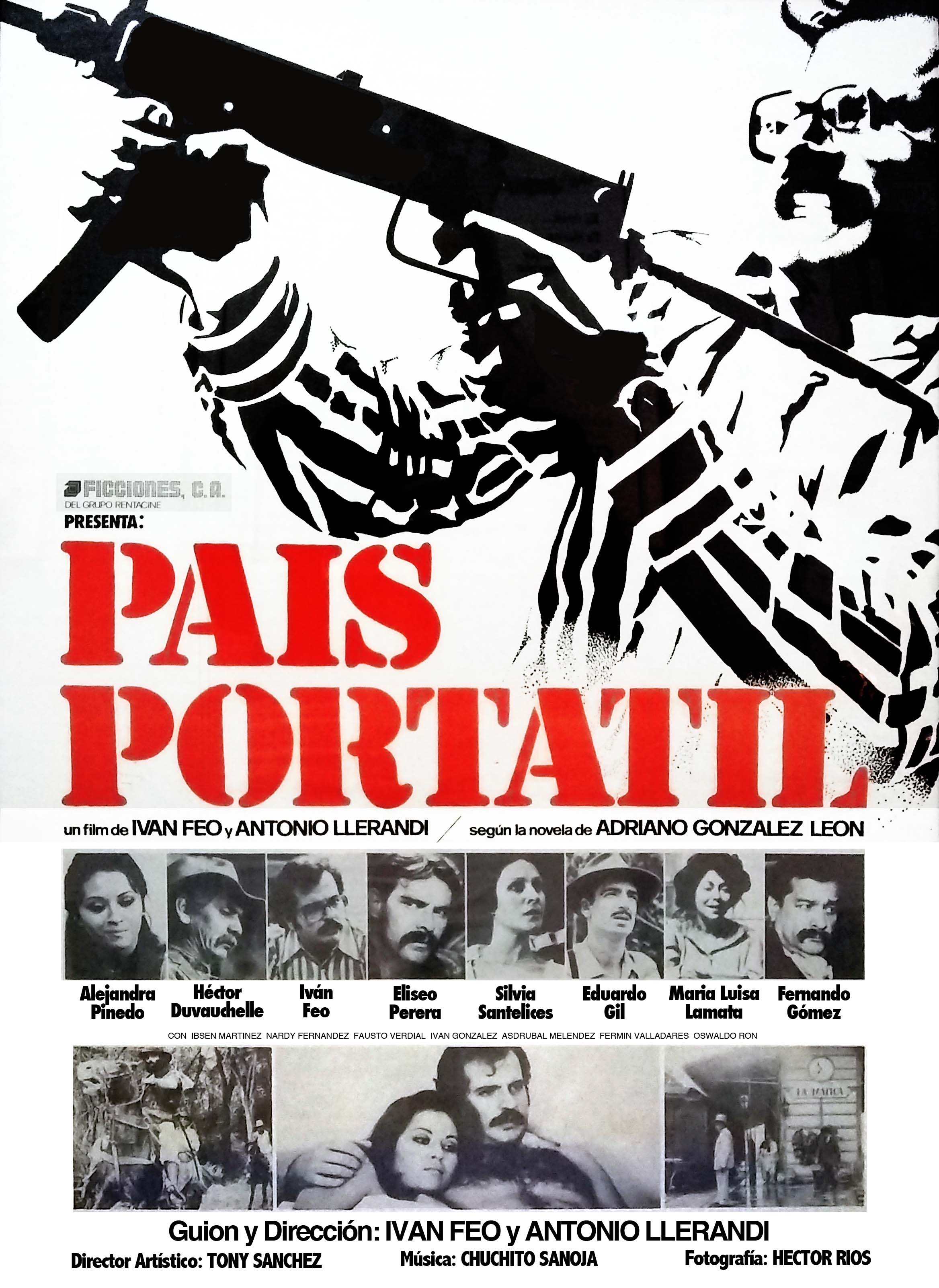
Afiche País portátil, película 1979 de Iván Feo y Antonio Llerandi.

### Antecedentes
La cinematografía venezolana de mediados del siglo XX se encontraba en una etapa de crecimiento, con producciones esporádicas y una fuerte influencia de la industria extranjera. En esta época encontramos producciones importantes, como La escalinata (1950) de César Enriquez 0 La Balandra Isabel llegó esta tarde (1950) de Carlos Hugo Christensen, Territorio verde (1952) de Ariel Severino y Horacio Peterson,  Luz en el páramo (1953) de Víctor Urruchúa, Caín adolescente (1959), la primera cinta del cineasta Román Chalbaud, o Araya (1959) de Margot Benacerraf, cinta con la que logra el Premio de la Crítica en el marco del Festival de Cannes (compartido con Hiroshima mon Amour de Alain Resnais), el mayor reconocimiento obtenido por una película venezolana hasta el momento. Estas películas representan los primeros esfuerzos por establecer una industria cinematográfica nacional sólida.

### Surgimiento del Nuevo Cine
El contexto político y social de Venezuela, marcado por cambios en el modelo económico y el auge del petróleo, influyó en la aparición de un cine comprometido con la denuncia de las desigualdades sociales y la corrupción. Asimismo, la influencia del neorrealismo, y del Nuevo Cine Latinoamericano se hicieron presentes en la estética y narrativa de estas producciones.
El estreno de Cuando quiero llorar no lloro el 11 de abril de 1973 marcó un punto de inflexión en el cine venezolano, al demostrar por primera vez su capacidad para atraer de manera constante a un gran número de espectadores a las salas de cine del país. Según Alfonso Molina, Cuando quiero llorar no lloro  de Mauricio Walerstein representó “el primer gran encuentro entre el cine venezolano y su público natural” . Ese mismo año, la cinta se posicionó como la segunda más taquillera en Venezuela.
Tras el éxito de Cuando quiero llorar no lloro, en 1974 se estrenó La quema de Judas, dirigida por Román Chalbaud, que alcanzó el cuarto puesto en la recaudación de taquilla de ese año. En 1975, Crónica de un subversivo latinoamericano, también de Walerstein, se ubicó en el séptimo lugar durante el primer semestre. Entre 1976 y 1977, tres películas venezolanas lograron ingresar al listado de las diez más vistas en Caracas y sus alrededores. Este auge en la taquilla impulsó al Estado venezolano a otorgar, por primera vez, créditos para la producción de largometrajes comerciales en 1975 y 1976. La medida coincidió con el aumento sin precedentes de los precios del petróleo, principal fuente de ingresos del país.

### Declive
En la década de los 80 se producirían varias de las películas venezolana más taquilleras, entre ellas Homicidio culposo (1984), de César Bolívar, con 1,3 millones de entradas vendidas, y Macu, la mujer del policía (1987), de Solveig Hoogesteijn con 1,1 millones. La producción cinematográfica alcanzó su punto máximo en 1984-5, y 1986 fue considerado por el estado como el año más exitoso del cine venezolano, gracias a más de 4 millones de entradas para películas nacionales. Sin embargo, a finales de la década de 1980 y principios de la de 1990, la crisis económica y la disminución del apoyo estatal provocaron una merma en la producción cinematográfica.

## Características
El Nuevo Cine Venezolano se distingue por:
- Compromiso social y político: Muchas de sus películas abordaron temas como la marginalidad, la represión, la violencia urbana y la desigualdad económica.
- Realismo y estética documental: Influenciados por el neorrealismo y el cine directo, los cineastas priorizaron el uso de locaciones reales, actores no profesionales y una puesta en escena sobria.
- Experimentación narrativa y formal: Se exploraron estructuras narrativas no convencionales, con montajes fragmentados y discursos ensayísticos.
- Construcción de una identidad cinematográfica nacional: El movimiento ayudó a definir un cine venezolano con características propias, alejado de los modelos industriales extranjeros.

## Ciclos

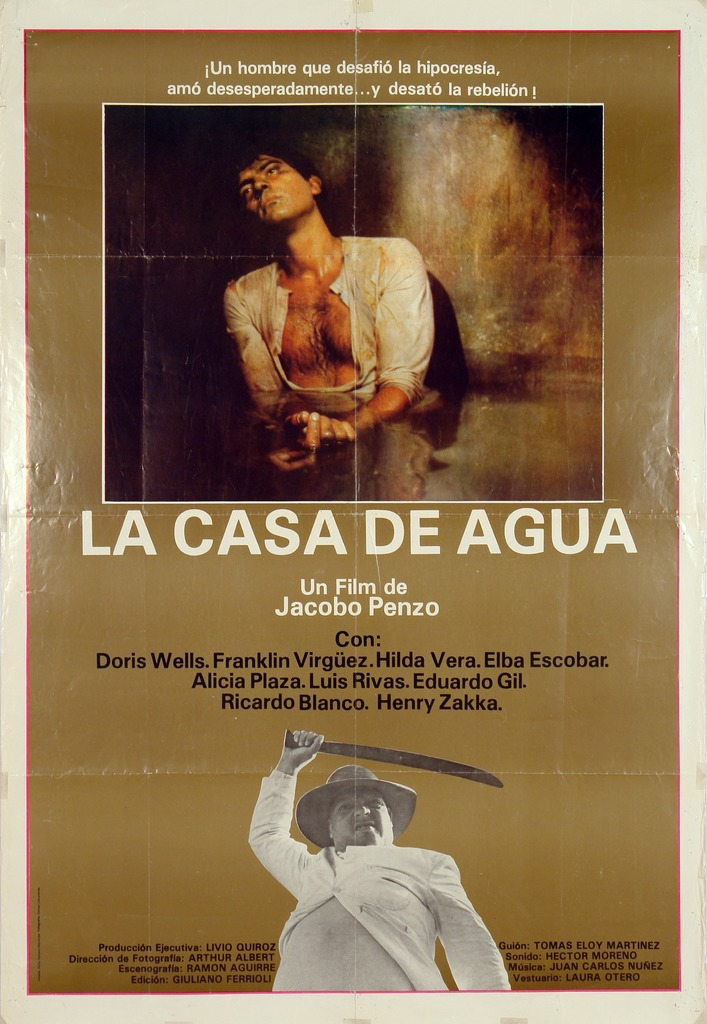
La casa de agua (1983) de Jacobo Penzo.

Para el crítico Pablo Gamba, durante la vigencia del Nuevo Cine Venezolano, surgieron diversos cliclos temáticos o géneros, entre los cuales destaca: el cine de guerrillas, el cine malandro, la comedia melodramática y el cine histórico.

### Cine de guerrillas
Este ciclo aborda la lucha armada y los movimientos insurgentes en Venezuela durante los años 60. Empieza con Cuando quiero llorar no lloro (1972) de Mauricio Walerstein y La quema de Judas (1974) de Román Chalbaud. También destaca Compañero Augusto (1976) de Enver Cordido, Sagrado y obsceno (1976) de Román Chalbaud y Crónica de un subversivo latinoamericano (1975) de Mauricio Walerstein. El ciclo finaliza con País portátil (1979) de Iván Feo y Antonio Llerandi, película que también forma parte, según Gamba, del ciclo histórico.

### Cine malandro
Este ciclo se centra en la vida del malandro o delincuente urbano, explorando temas como la marginalidad y la criminalidad en las ciudades venezolanas. Si bien tiene orígenes en películas como Juan de la calle (1941), La escalinata (1950) de César Enríquez o Caín adolescente (1959) de Román Chalbaud, la película que canónicamente se considera que inicia el ciclo es Soy un delincuente (1976) de Clemente de la Cerda. Gran parte de la obra de Clemente de la Cerda entra dentro de esta categoría, destacando Reincindente (1977), Los Criminales (1982) y Retén de Catia (1984). Arturo Serrano denomina a este género malandroxplotation, pues considera que sigue la lógica del cine de explotación.
El cine malandro está relacionado con otros filmes que abordan la violencia en los sectores marginales, aunque no necesariamente teniendo al malandro como arquetipo central de la historia. Ejemplo de esto es Macu, la mujer del policía (1987) de Solveig Hoogesteijn, que narra la historia de una joven involucrada en una relación con un policía corrupto, reflejando la violencia y la corrupción en los barrios caraqueños. Destacan también Retén de mujeres (1988) de Carlos López, Colt commando 5.56 (1986) de César Bolívar, La graduación de un delincuente (1985) de Daniel Oropeza, o en un tono más humorístico La boda (1982) de Thaelman Urgelles y La oveja negra (1987) de Román Chalbaud.

### Comedia melodramática
Desde Sagrado y obsceno (1976), Román Chalbaud plantea una parodia del melodrama latinoamericano, construyendo historias emotivas que abordan conflictos familiares y sociales, abordadas desde un tono tragicómico. El pez que fuma (1977) es la obra cumbre de este género. De Román Chalbaud también destaca La oveja negra (1987) que narra la vida de un grupo de marginales que viven en un teatro abandonado en Caracas, abordando temas de exclusión y diversidad sexual. Para Gamba, uno de los más ilustrativos de este género o ciclo es Carmen la que contaba 16 años (1978), en la que Román Chalbaud "recurrió a la pareja protagónica de una telenovela del momento para lo que esencialmente es una parodia, por su adaptación venezolana, del melodrama de Prosper Merimée (1947)". 
La comedia en el Nuevo Cine Venezolano aborda, a través del humor, aspectos de la idiosincrasia y la cotidianidad del país. Por ejemplo, Los muertos sí salen (1976) de Alfredo Lugo, que narra las peripecias de tres músicos pobres que intentan ganarse la vida en Caracas, ofreciendo una visión humorística de la vida urbana. En este sentido, este ciclo tiene relación con la llamada comedia negra. Otros ejemplos son Juan Topocho (1978) de César Bolívar, La empresa perdona un momento de locura (1978) de Mauricio Walerstein, Se solicita muchacha de buena presencia y motorizado con moto propia (1977) y De cómo Anita Camacho quiso levantarse a Marino Méndez (1986), ambas de Alfredo J. Anzola, Aventurera (1988) de Pablo de la Barra, Macho y hembra (1984) de Mauricio Walerstein, y Adiós, Miami (1984) de Antonio Llerandi.

### Cine histórico
Este subgénero busca retratar eventos y personajes significativos de la historia venezolana, con ejemplos como Fiebre (1976) de Juan Santana y País portátil (1979) de Iván Feo y Antonio Llerandi, Se llamaba SN (1977) de Luis Correa, La casa de agua (1983) de Jacobo Penzo y El Cabito (1978) de Daniel Oropeza, Puros hombres (1977) de César Cortez. También pueden incluirse algunas películas de la vanguardia del Super-8, como Bolívar, sinfonía tropikal (1979), Orinoko, nuevo mundo (1984), Amérika, terra incógnita (1988), de Diego Rísquez. Este ciclo no debe confundirse con el cine de época, que podemos ver el películas como Oriana (1985) de Fina Torres, o Ifigenia (1986) de Iván Feo.

## Cineastas y películas emblemáticas
Entre los principales exponentes del Nuevo Cine Venezolano se encuentran:
- Mauricio Walerstein, director de Cuando quiero llorar no lloro (1973), un filme que marcó un punto de inflexión en la representación de la realidad social venezolana.
- Clemente de la Cerda, con Soy un delincuente (1976), una de las películas más icónicas del cine de denuncia en el país.
- Román Chalbaud, quien dirigió El pez que fuma (1977), explorando la marginalidad y la corrupción.
- Iván Feo y Antonio Llerandi, realizadores de País portátil (1979), obra emblemática que parte de la guerrilla urbana, para construir una historia de la violencia de Venezuela.
- Solveig Hoogesteijn, directora de Macu, la mujer del policía (1987), una película que pone en el centro la violencia de género y la impunidad.